# Jeglia (przystanek kolejowy)
Jeglia – przystanek kolejowy we wsi Jeglia w powiecie działdowskim w województwie warmińsko-mazurskim
Przystanek powstał pomiędzy 1985 a 1986 rokiem. 

## Ruch pasażerski[2]
| Rok  | Wymiana pasażerska na dobę |
| ---- | -------------------------- |
| 2017 | 20-49                      |
| 2018 | 20-49                      |
| 2019 | 20-49                      |
| 2020 | 10-19                      |
| 2021 | 0-9                        |
| 2022 | 10-19                      |
| 2023 | 10-19                      |